# Helmiopsiella poissonii
Helmiopsiella poissonii är en malvaväxtart som först beskrevs av Arènes, och fick sitt nu gällande namn av René Paul Raymond Capuron och L. Barnett. Helmiopsiella poissonii ingår i släktet Helmiopsiella och familjen malvaväxter. Inga underarter finns listade i Catalogue of Life.